# 東京ディズニーシーのステージの一覧
東京ディズニーシーのステージの一覧（とうきょうディズニーシーのステージのいちらん）は、東京ディズニーシーのステージの一覧である。
東京ディズニーシーには、多数のステージが様々な目的で設置されている。常時設置されているものや、イベント開催時だけ設置されるステージがある。

## テーマポート別ステージ一覧

### アメリカンウォーターフロント
ウォーターフロントパーク特設ステージ
イベント時のみ設置されるステージ。

クリスマス・スクエア・ステージ

ケープコッド特設ステージ
ケープコッドの湾に設置された水上ステージ。
東京ディズニーシー5thアニバーサリーに合わせて設置され、2009年1月頃まで常時設置されていた。
当初は、浮き橋のような構造で、強風などの日には、ステージが揺れたり、ステージとを結ぶ桟橋が軋む音が聞こえることもあった。
- ケープコッド・ステップアウト
- ヴォイス・オブ・クリスマス
- リトルクリスマスストーリー
- この他、アトモスフィアのバンド演奏が行われた。

ケープコッド・クックオフステージ（常時設置）
- ドナルドのボートビルダー
- マイ・フレンド・ダッフィー
- ダッフィー&フレンズのワンダフル・フレンドシップ

ケープコッド・クックオフ屋内特設ステージ
- ケープコッド・ジャンボリーナイト#ケープコッド・アイリッシュバンド

ケープコッド・クックオフ屋外特設ステージ
可搬式のステージを建物側の歩道に設置した。
- ケープコッド・ジャンボリーナイト#サマーナイト ダンス

ドックサイドステージ（常時設置）
S.S.コロンビア号の横にあるステージ。

ブロードウェイ・ミュージックシアター（常時設置）

### ロストリバーデルタ
ハンガーステージ（常時設置）
- ミスティックリズム
- アウト・オブ・シャドウランド
- ソング・オブ・ミラージュ

ミゲルズ・エルドラド・キャンティーナ特設ステージ
川面に面した四阿の屋外ステージと屋内のステージがあり、どちらかで開催される。
- ホットラテンナイト ロス・トレス・アミーゴス
- ムジカ・メヒカーナ
- メリー・ムチャチョス
- 東京ディズニーシー・スペシャルナイトCLUB DISNEY"ベイサイド・ビートReturns"

ユカタン・ベースキャンプ・グリル特設ステージ
- ホットラテンナイト ムジカ・デ・ロストリバー
- "ティピコ・オリエンタル"フロム・キューバ
- サルサ!サルサ!サルサ!
- 東京ディズニーシー・クラブナイト"ベイサイド・ビート"

### アラビアンコースト
アラビアンコースト特設ステージ
キャラバンカルーセル、マジックランプシアター前の広場にステージが組まれる。
- プレシャス・トレジャー・オブ・アグラバー
- ボンファイアーダンス
- ディズニーキッズ・サマーアドベンチャー ジャンピン・スマイル

この他、ニューイヤーズ・イヴ・セレブレーションの開催期間（〜2006以前）にシンドバッド・セブンヴォヤッジ（当時）前にステージが作られたことがある。

### その他
ディズニーシープラザステージ（常時設置）
様々なアトモスフィアのショーが行われている。